# Ferdinando Filippo d'Orléans
Ferdinando Filippo d'Orléans (nome completo Ferdinand Philippe Louis Charles Henri Rosolin d'Orléans) (Palermo, 3 settembre 1810 – Neuilly-sur-Seine, 13 luglio 1842) è stato un generale francese, figlio primogenito di re Luigi Filippo di Francia e suo erede al trono, duca di Guisa, duca di Chartres dal 1830, duca d'Orléans dal 1830 e principe ereditario, sempre dal 1830.

## Biografia

### Giovinezza

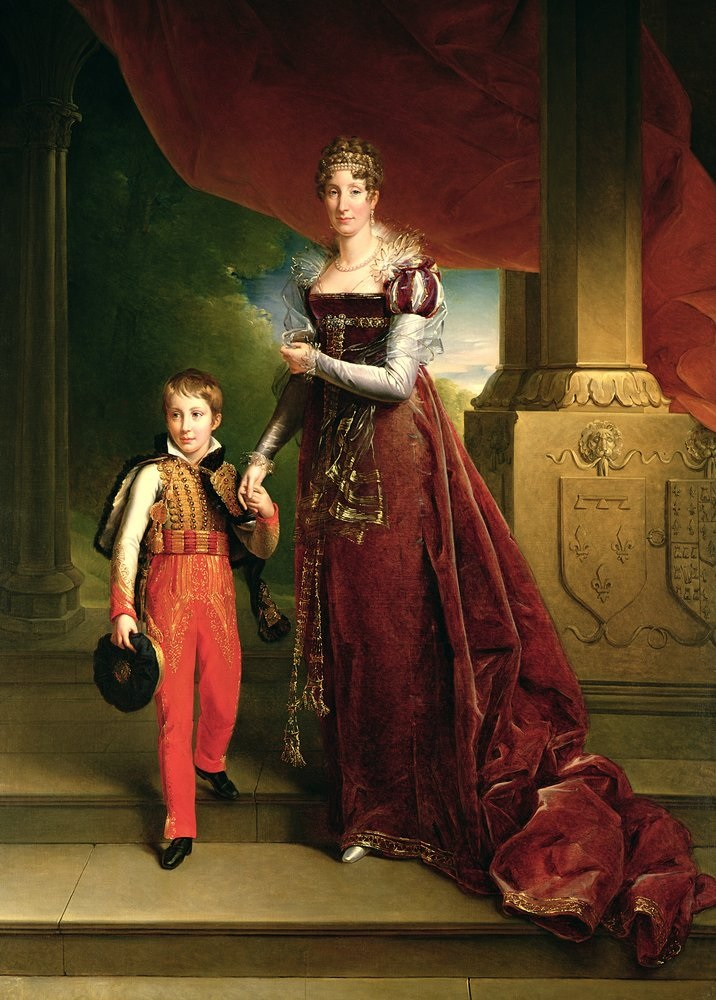
Ferdinando Filippo ritratto in tenera età da François Gérard con la madre Maria Amalia di Borbone-Due Sicilie

Ferdinando Filippo nacque nella città di Palermo, da Luigi Filippo d'Orléans, in quel tempo duca di Chartres, e dalla principessa Maria Amalia di Borbone-Due Sicilie.

I suoi nonni paterni erano il duca Luigi Filippo II di Borbone-Orléans e la duchessa Luisa Maria Adelaide di Borbone-Penthièvre; quelli materni Ferdinando I, re del Regno delle Due Sicilie e la sua consorte Maria Carolina d'Asburgo-Lorena, nata arciduchessa d'Austria.
Il giovane principe visitò la Francia nel 1814 durante la prima restaurazione e vi si stabilì nel 1817. Nel 1819 il padre lo affidò alle cure di un tutore, M. de Boismilon, poi al collège Henri-IV. Voleva che ricevesse una educazione liberale, basata su una completa uguaglianza con i suoi compagni. Dopo un viaggio in Inghilterra e in Scozia nel 1819, si recò a Lunéville, dove entrò nel 1º reggimento degli ussari, di cui fu nominato colonnello da Luigi XVIII nel 1823. Nel settembre del 1824, il re Carlo X gli concesse il titolo di Altezza Reale.

### Rivoluzione di Luglio

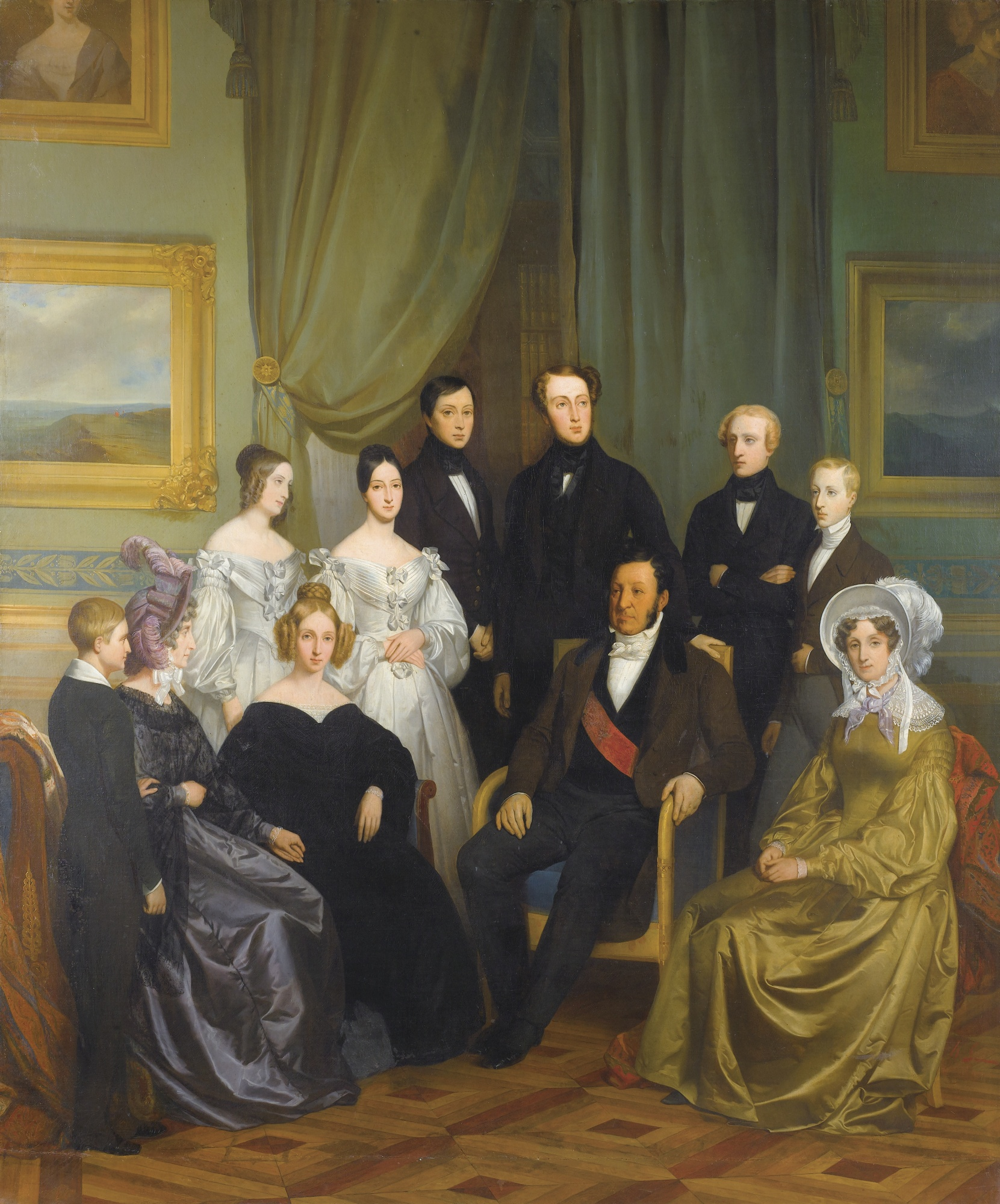
La famiglia di Luigi Filippo di Francia

Nel 1830, il giovane duca di Chartres era in servizio al presidio Joigny durante la rivoluzione di luglio. Il suo reggimento gli fece indossare la coccarda tricolore ed egli lo guidò rapidamente ad aiutare la rivolta di Parigi. Fu temporaneamente fermato a Montrouge e entrò in Parigi il 3 agosto alla testa del suo reggimento. Quando a suo padre fu offerto il trono di Francia da parte della Camera dei Deputati, il principe Ferdinando Filippo ricevette il titolo di duca di Orléans, principe di Orléans e divenne Principe Reale, erede al trono.
Nel mese di novembre 1831,  Nel novembre 1831, il giovane duca d'Orléans e il maresciallo dell'Impero Nicolas Soult, duca di Dalmazia, furono inviati a Lione per reprimere le rivolte dei Canuts. Egli si comportò in questo difficile compito senza violenza, e riuscì a placare rapidamente gli oppositori della monarchia di luglio. Il nuovo Principe Reale si guadagnò così una certa popolarità. Durante l'epidemia di colera del 1831 non esitò a prendere dei rischi quando visitò i casi più gravi all'Hôtel-Dieu di Parigi, accompagnato da Casimir Périer (che contrasse la malattia e morì).
Agli occhi della gente e della stampa, passò per un principe generoso, sinceramente preoccupato per la condizione dei poveri, ed è diventato una sorta di icona per l'opposizione dinastica di Odilon Barrot, che ha visto in lui il principe in grado di conciliare la Francia moderna con aspirazioni democratiche con l'eredità del suo passato monarchico. Il 2 marzo 1832 gli fu concesso un reddito annuo di 1 milione di franchi.

### Trattative matrimoniali

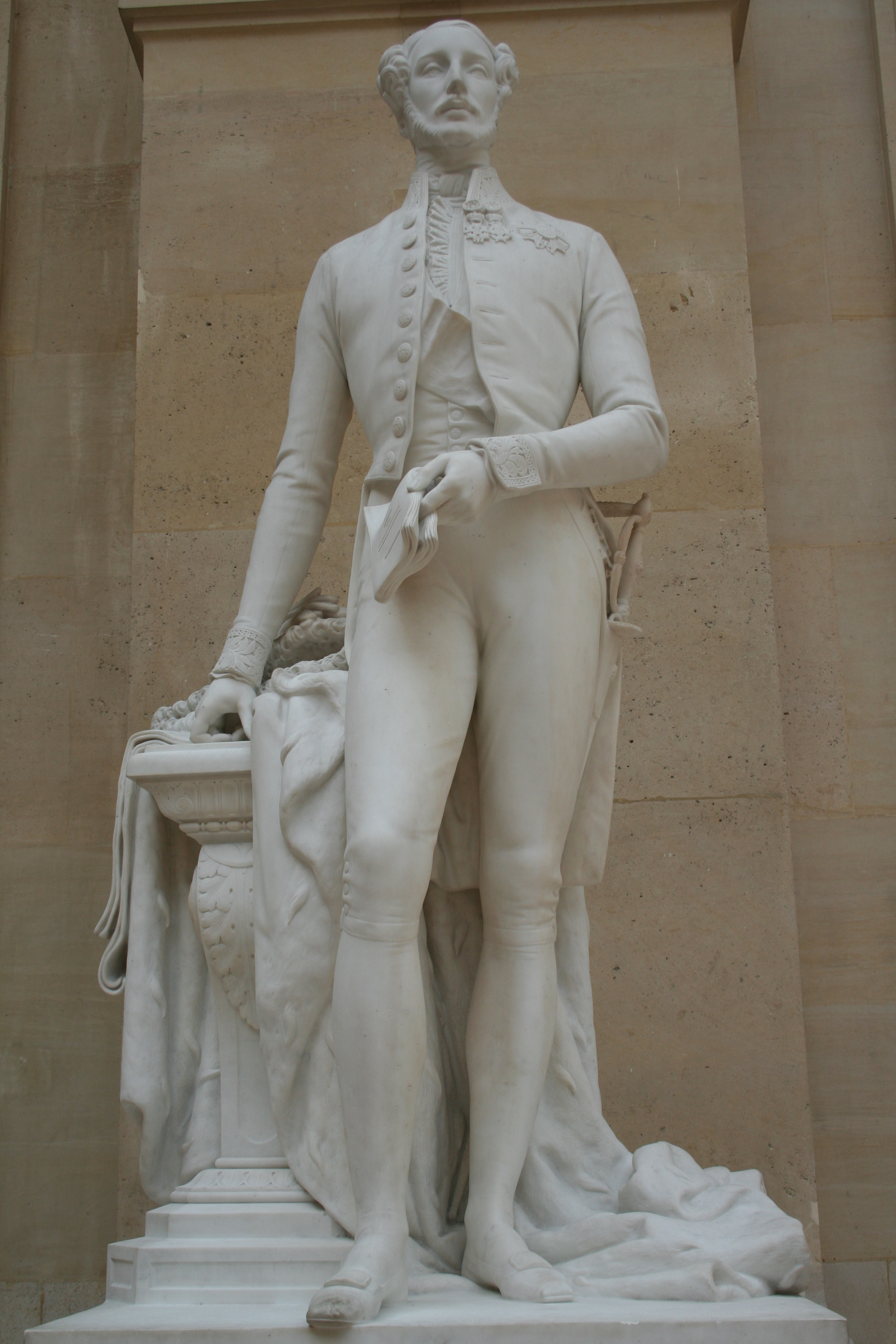
Statua del duca Ferdinando Filippo di Jean-Louis Jaley, 1844 (Museo del Louvre, Parigi)

Il matrimonio di Ferdinando Filippo fu a lungo uno degli affari politici più importanti della Monarchia di luglio. Se non ci fosse stata la rivoluzione del 1830, avrebbe dovuto sposare la sorella di Enrico, conte di Chambord, Luisa d'Artois (1819 - 1864). Dal 1835, dopo un tentativo di assassinio da parte di Giuseppe Fieschi e i suoi co-cospiratori, il padre di Ferdinando Filippo era ossessionato dalle prospettive coniugali di suo figlio, ormai venticinquenne.
In quel momento la monarchia di luglio era alla ricerca di nuovi alleati in Europa continentale, in modo da non dover dipendere esclusivamente dal Regno Unito. Talleyrand, fresco di rinuncia alla sua ambasciata a Londra e vicino al ministro degli esteri britannico, Lord Palmerston, puntava in questa direzione. 
Il re, in un primo momento, voleva un riavvicinamento con la Russia via Württemberg. Il re Guglielmo I, vedovo della granduchessa Caterina Pavlovna di Russia, aveva due figlie in età da marito, la principesse Maria (nata nel 1816) e Sofia (nata nel 1818).
Un'altra candidata era l'Austria, attraverso un matrimonio con l'arciduchessa Maria Teresa (nata nel 1816), figlia dell'arciduca Carlo, Duca di Teschen. La regina Maria Amalia vi era molto favorevole, siccome lei stessa era figlia di un'arciduchessa austriaca (Maria Carolina d'Austria), e l'arciduca Carlo non era contrario.
Ferdinando Filippo e suo fratello minore, il principe Luigi, duca di Nemours, intrapresero un tour europeo il 2 maggio 1836. I due giovani principi ritornarono in Francia attraverso l'Italia. A Trento furono ricevuti dall'ex imperatrice Maria Luisa, che non riuscì a trattenere le lacrime, vista la somiglianza tra il Principe Ereditario e il compianto Duca di Reichstadt.
Dopo il rifiuto dell'Austria, erano rimaste solo due potenziali principesse cattoliche, entrambe molto giovani per un matrimonio: Gennara principessa del Brasile, figlia dell'imperatore Pedro I del Brasile, e l'Infanta Isabella di Spagna, figlia dell'Infante Francisco de Paula, fratello minore del re Ferdinando VII. La prima fu esclusa per la sua lontananza e la seconda a causa della sfortunata storia della sua famiglia (la madre, la principessa Luisa Carlotta delle Due Sicilie, nipote della regina Maria Amalia, era mostruosamente obesa).

### Matrimonio
Alcune possibilità furono prese in considerazione anche tra le principesse protestanti tedesche. Talleyrand suggerì la principessa Luisa d'Assia-Kassel (nata nel 1817 e cugina del principe elettore d'Assia e di sua moglie, una principessa danese), mentre la regina Luisa suggerì la principessa Maria di Sassonia-Altenburg (nata nel 1818 dal duca di Sassonia-Altenburg e dalla principessa Amelia di Württemberg, che sposò poi il re Giorgio V di Hannover nel 1843), e la principessa Vittoria di Sassonia-Coburgo-Kohary (figlia di un fratello maggiore del re Leopoldo I del Belgio, che poi sposò il fratello minore del principe reale, il duca di Nemours, nel 1840).
La scelta dei negoziatori cadde finalmente sulla duchessa Elena Luisa Elisabetta di Meclemburgo-Schwerin (1814 - 1858), figlia del defunto principe ereditario Federico Ludovico di Meclemburgo-Schwerin e della sua seconda moglie, la principessa Carolina Luisa di Sassonia-Weimar-Eisenach (morta nel 1816).

Il matrimonio fu celebrato il 30 maggio 1837 al castello di Fontainebleau, in quanto l'arcivescovo di Parigi, Hyacinthe-Louis de Quélen, si servì del pretesto della differenza di religione per vietare che si svolgesse nella cattedrale di Notre-Dame di Parigi. La cerimonia civile si svolse nella galleria di Enrico II, il 30 maggio 1837, e fu presieduta dal barone Pasquier, che il re premiò il 27 maggio nominandolo cancelliere di Francia. Fu un matrimonio molto felice.

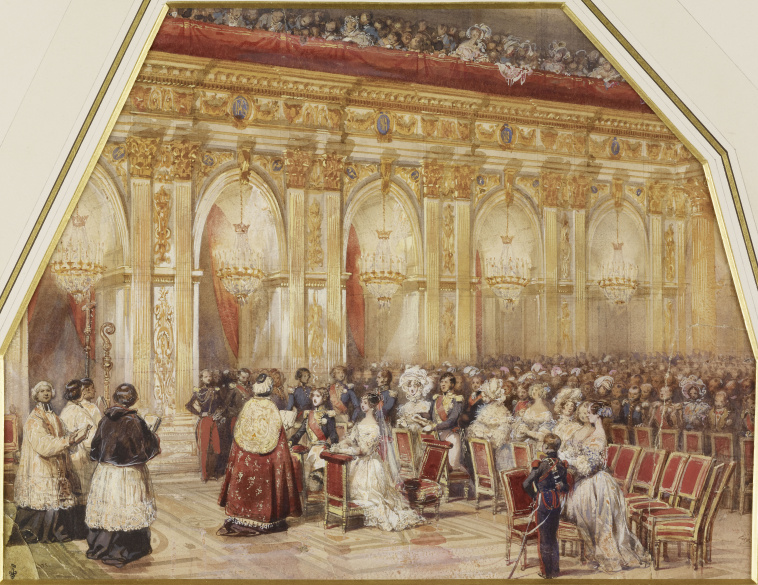
Il matrimonio tra il principe Ferdinando Filippo e di Elena di Meclemburgo-Schwerin
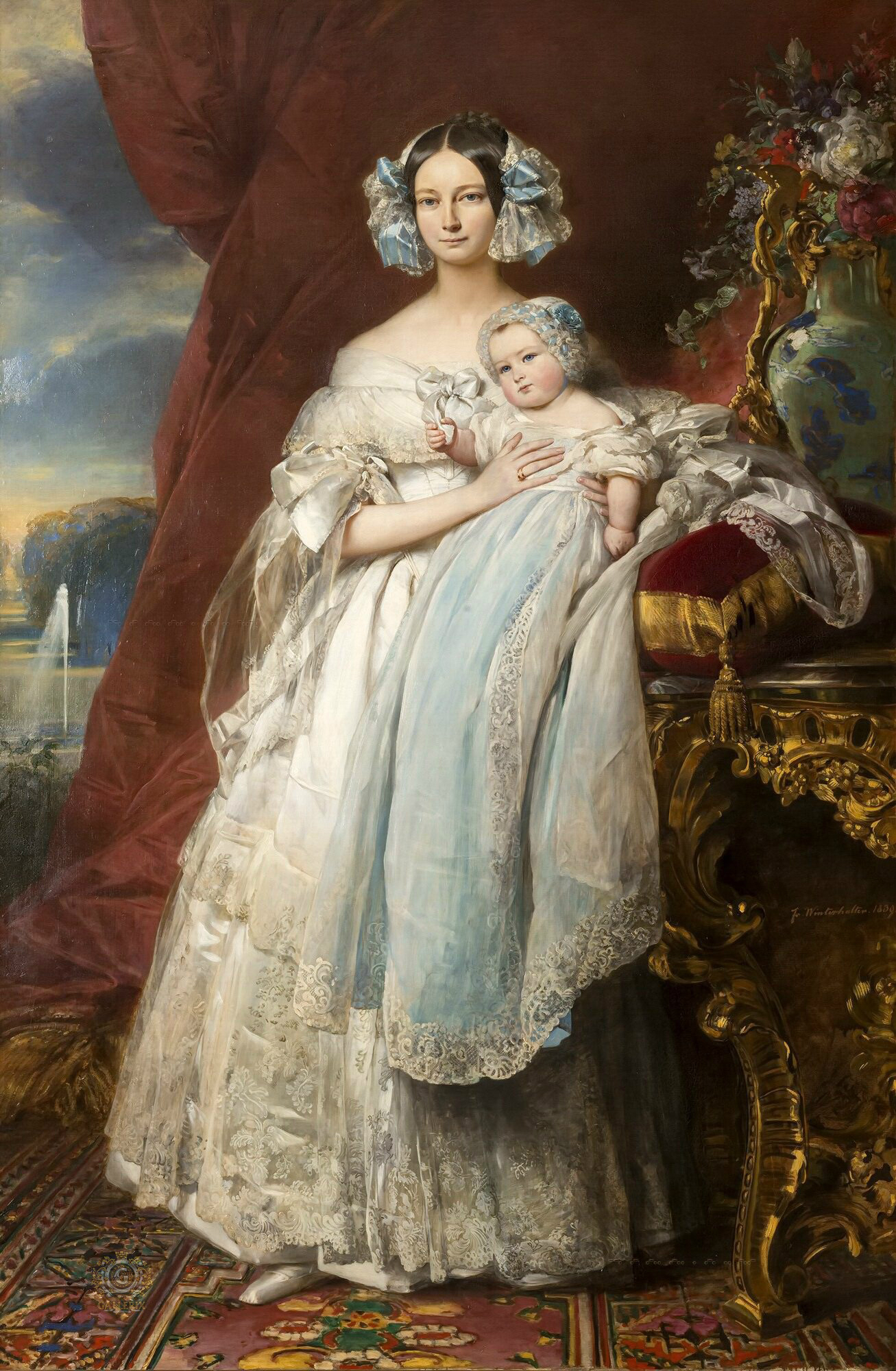
Ritratto di Elena Luisa Elisabetta di Meclemburgo-Schwerin, duchessa d'Orléans con in braccio suo figlio, Filippo, conte di Parigi di Franz Xaver Winterhalter, 1839, Castello di Versailles
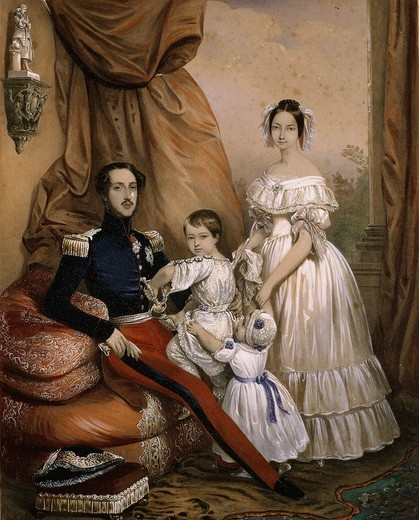
Ferdinando Filippo di Francia, Elena Luisa Elisabetta di Meclemburgo-Schwerin e i loro figli Filippo e Roberto

### Morte
Di ritorno da Plombières, dove si trovava sua moglie, il duca stava per partire per Saint-Omer a rivedere parte dell'esercito, impegnato in operazioni militari sulla Marne, di cui era stato fatto comandante. Andò a Neuilly-sur-Seine, in Hauts-de-Seine, il 13 luglio 1842 per dire addio alla sua famiglia. Perse il controllo dei cavalli della sua carrozza in una strada del quartiere Sablonville, saltò dalla carrozza e si ruppe la testa sul marciapiede. Poche ore dopo era morto, all'età di 32 anni. Alfred de Musset evocò l'incidente nel suo poema Le Treize Juillet (nella raccolta Poésies nouvelles). La cerimonia funebre ebbe luogo a Notre-Dame. Fu sepolto in una tomba nella Cappella Reale, a Dreux.

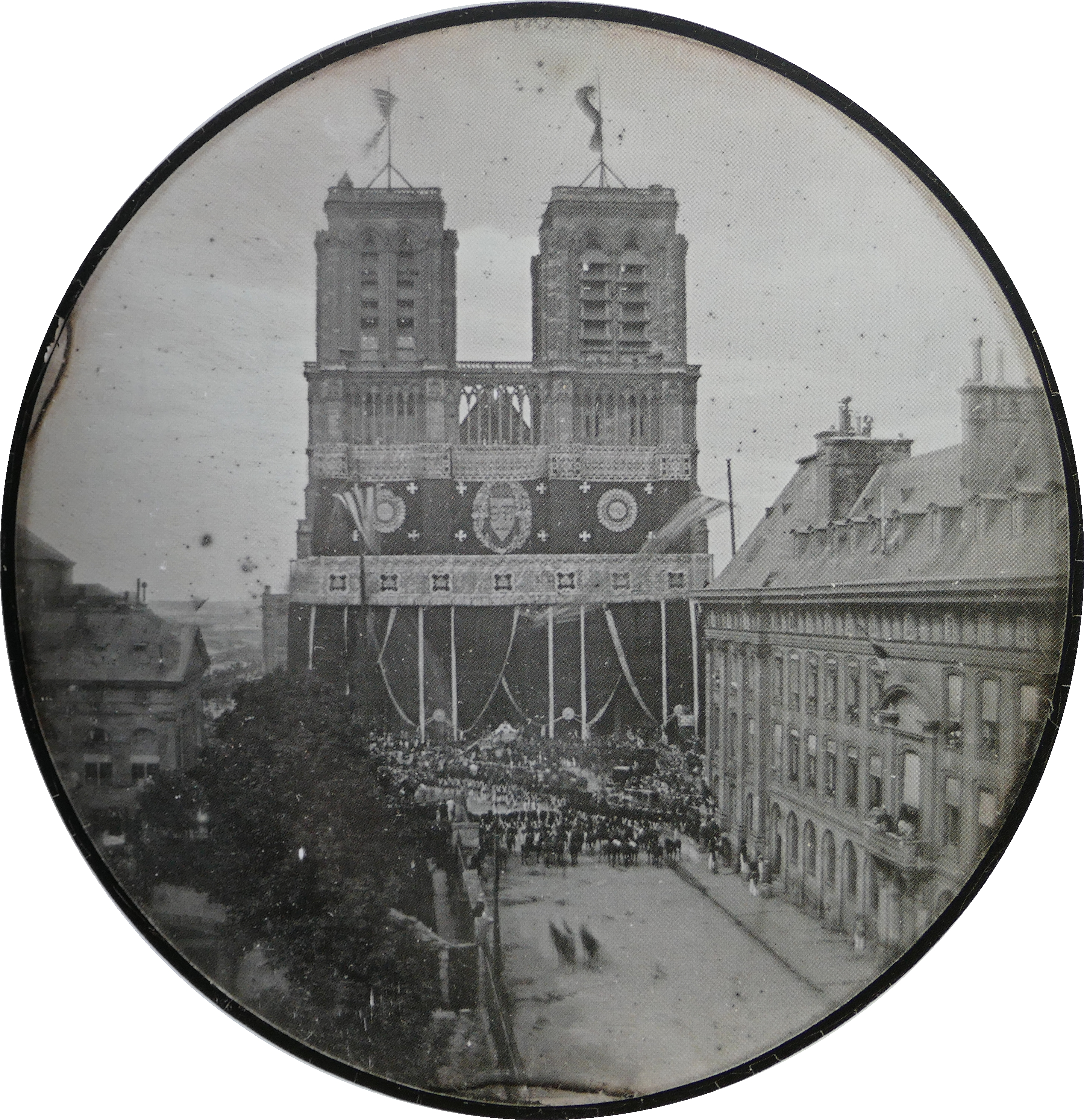
Dagherrotipo del funerale del Duca d'Orléans nel 1842

## Discendenza
Dal matrimonio tra Ferdinando Filippo ed Elena Luisa Elisabetta di Meclemburgo-Schwerin nacquero due figli:
- Luigi Filippo Alberto d'Orléans, nato nel 1838 e morto nel 1894, conte di Parigi e pretendente orleanista al trono di Francia, con il nome di Luigi Filippo II o Filippo VII, che sposò la cugina Maria Isabella d'Orléans (1848-1919) infanta di Spagna;
- Roberto, duca di Chartres, nato nel 1840 e morto nel 1910, che sposò la cugina Francesca Maria d'Orléans (1844-1925). Egli fu il nonno di Enrico d'Orléans, conte di Parigi e pretendente orleanista al trono di Francia fino al 1999.

## Ascendenza
|                                            |                     |                                            | Genitori                                      |  |  | Nonni |  |  | Bisnonni                           |  |  | Trisnonni                |  |
|                                            |                     |                                            |                                               |  |  |       |  |  | Luigi Filippo I di Borbone-Orléans |  |  | Luigi di Borbone-Orléans |  |
|                                            |                     |                                            |                                               |  |  |       |  |  | Luigi Filippo I di Borbone-Orléans |  |  | Luigi di Borbone-Orléans |  |
|                                            |                     | Augusta di Baden-Baden                     |                                               |  |  |       |  |  | Luigi Filippo I di Borbone-Orléans |  |  |                          |  |
| Filippo Égalité, Duca d'Orléans            |                     |                                            |                                               |  |  |       |  |  | Luigi Filippo I di Borbone-Orléans |  |  |                          |  |
|                                            |                     | Luisa Enrichetta di Borbone-Conti          | Luigi Armando II di Borbone-Conti             |  |  |       |  |  |                                    |  |  |                          |  |
|                                            |                     | Luisa Enrichetta di Borbone-Conti          | Luigi Armando II di Borbone-Conti             |  |  |       |  |  |                                    |  |  |                          |  |
|                                            |                     | Luisa Enrichetta di Borbone-Conti          | Luisa Elisabetta di Borbone-Condé             |  |  |       |  |  |                                    |  |  |                          |  |
| Luigi Filippo di Francia                   |                     | Luisa Enrichetta di Borbone-Conti          |                                               |  |  |       |  |  |                                    |  |  |                          |  |
|                                            |                     | Luigi Giovanni Maria di Borbone-Penthièvre | Luigi Alessandro di Borbone-Francia           |  |  |       |  |  |                                    |  |  |                          |  |
|                                            |                     | Luigi Giovanni Maria di Borbone-Penthièvre | Luigi Alessandro di Borbone-Francia           |  |  |       |  |  |                                    |  |  |                          |  |
|                                            |                     | Luigi Giovanni Maria di Borbone-Penthièvre | Marie Victoire de Noailles                    |  |  |       |  |  |                                    |  |  |                          |  |
| Luisa Maria Adelaide di Borbone-Penthièvre |                     | Luigi Giovanni Maria di Borbone-Penthièvre |                                               |  |  |       |  |  |                                    |  |  |                          |  |
|                                            |                     | Maria Teresa d'Este                        | Francesco III d'Este                          |  |  |       |  |  |                                    |  |  |                          |  |
|                                            |                     | Maria Teresa d'Este                        | Francesco III d'Este                          |  |  |       |  |  |                                    |  |  |                          |  |
|                                            |                     | Maria Teresa d'Este                        | Carlotta Aglae di Borbone-Orléans             |  |  |       |  |  |                                    |  |  |                          |  |
| Ferdinando Filippo, Duca d'Orléans         |                     | Maria Teresa d'Este                        |                                               |  |  |       |  |  |                                    |  |  |                          |  |
|                                            | Carlo III di Spagna | Filippo V di Spagna                        |                                               |  |  |       |  |  |                                    |  |  |                          |  |
|                                            | Carlo III di Spagna | Filippo V di Spagna                        |                                               |  |  |       |  |  |                                    |  |  |                          |  |
|                                            | Carlo III di Spagna | Elisabetta Farnese                         |                                               |  |  |       |  |  |                                    |  |  |                          |  |
| Ferdinando I delle Due Sicilie             | Carlo III di Spagna |                                            |                                               |  |  |       |  |  |                                    |  |  |                          |  |
|                                            |                     | Maria Amalia di Sassonia                   | Augusto III di Polonia                        |  |  |       |  |  |                                    |  |  |                          |  |
|                                            |                     | Maria Amalia di Sassonia                   | Augusto III di Polonia                        |  |  |       |  |  |                                    |  |  |                          |  |
|                                            |                     | Maria Amalia di Sassonia                   | Maria Giuseppa d'Austria                      |  |  |       |  |  |                                    |  |  |                          |  |
| Maria Amalia di Borbone-Due Sicilie        |                     | Maria Amalia di Sassonia                   |                                               |  |  |       |  |  |                                    |  |  |                          |  |
|                                            |                     | Francesco I di Lorena                      | Leopoldo di Lorena                            |  |  |       |  |  |                                    |  |  |                          |  |
|                                            |                     | Francesco I di Lorena                      | Leopoldo di Lorena                            |  |  |       |  |  |                                    |  |  |                          |  |
|                                            |                     | Francesco I di Lorena                      | Elisabetta Carlotta di Borbone-Orléans        |  |  |       |  |  |                                    |  |  |                          |  |
| Maria Carolina d'Asburgo-Lorena            |                     | Francesco I di Lorena                      |                                               |  |  |       |  |  |                                    |  |  |                          |  |
|                                            |                     | Maria Teresa d'Austria                     | Carlo VI d'Asburgo                            |  |  |       |  |  |                                    |  |  |                          |  |
|                                            |                     | Maria Teresa d'Austria                     | Carlo VI d'Asburgo                            |  |  |       |  |  |                                    |  |  |                          |  |
|                                            |                     | Maria Teresa d'Austria                     | Elisabetta Cristina di Brunswick-Wolfenbüttel |  |  |       |  |  |                                    |  |  |                          |  |
|                                            |                     | Maria Teresa d'Austria                     |                                               |  |  |       |  |  |                                    |  |  |                          |  |